# Saint-Rustice
Saint-Rustice (okzitanisch Sent Rostesi) ist eine französische Gemeinde im Département Haute-Garonne in der Region Okzitanien. Sie gehört zum Arrondissement Toulouse und zum Kanton Villemur-sur-Tarn. Die 429 Einwohner (Stand: 1. Januar 2022) werden Saint-Rusticiens genannt.

## Geographie
Saint-Rustice liegt an der Grenze zum Département Tarn-et-Garonne, etwa 24 Kilometer nordnordwestlich von Toulouse am Garonne-Seitenkanal. Umgeben wird Saint-Rustice von den Nachbargemeinden Pompignan im Norden sowie Castelnau-d’Estrétefonds im Osten, Süden und Westen.
Durch die Gemeinde führt die frühere Route nationale 20 (heutige D820).

## Geschichte
1833 wurden hier römische Mosaike entdeckt.

### Bevölkerungsentwicklung
| Jahr                       | 1962 | 1968 | 1975 | 1982 | 1990 | 1999 | 2009 | 2020 |
| Einwohner                  | 235  | 230  | 233  | 371  | 394  | 425  | 439  | 431  |
| Quellen: Cassini und INSEE |      |      |      |      |      |      |      |      |

## Sehenswürdigkeiten
- Kirche Saint-Pierre, an der Stelle des früheren Kirchbaus aus dem 12. Jahrhundert, 1863/64 errichtet
- Konvent von Saint-Rustice aus dem 19. Jahrhundert
- Altes Pfarrhaus aus dem 19. Jahrhundert, heutige Mairie (Rathaus) seit 1985

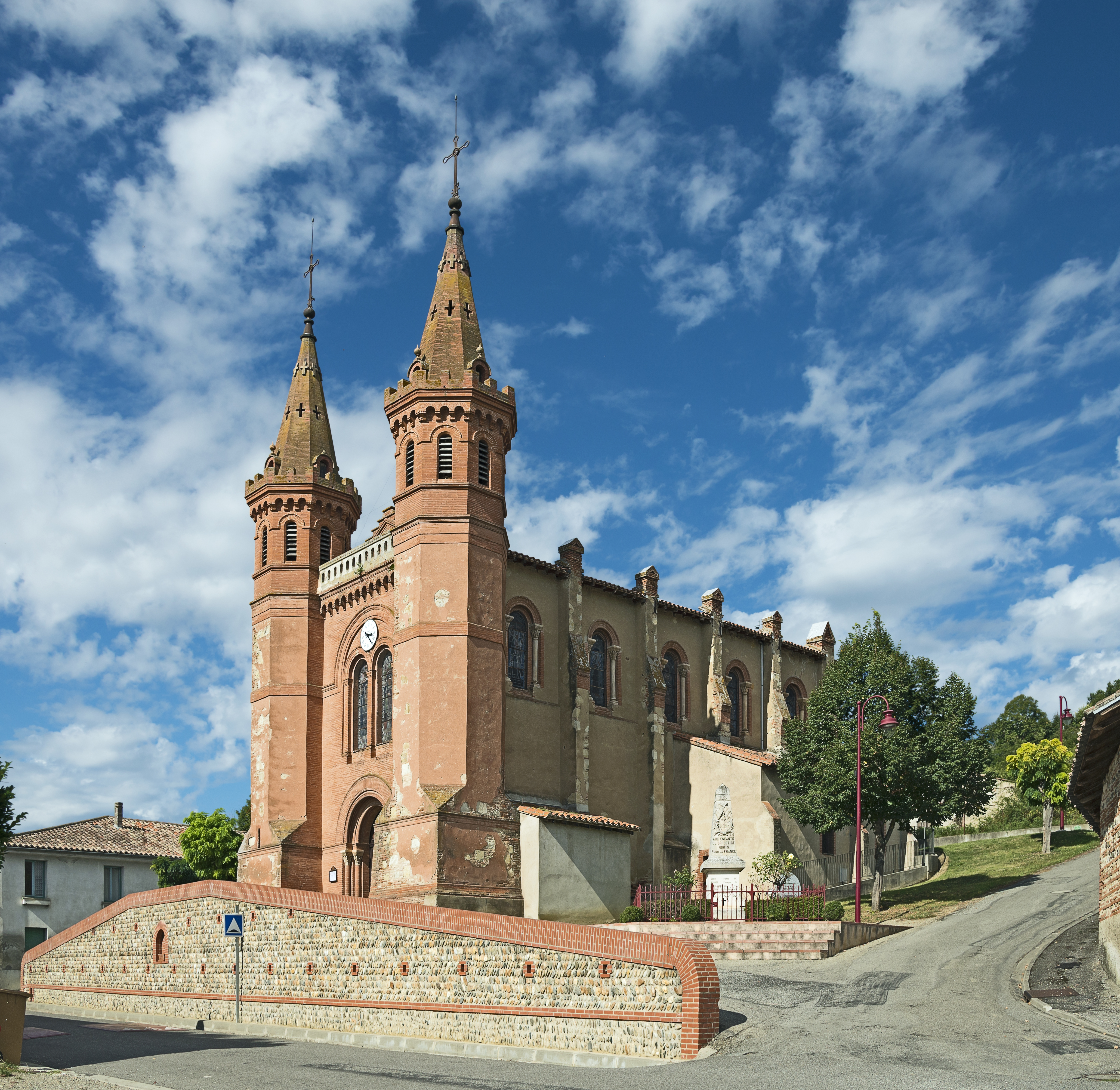
Kirche Saint-Pierre
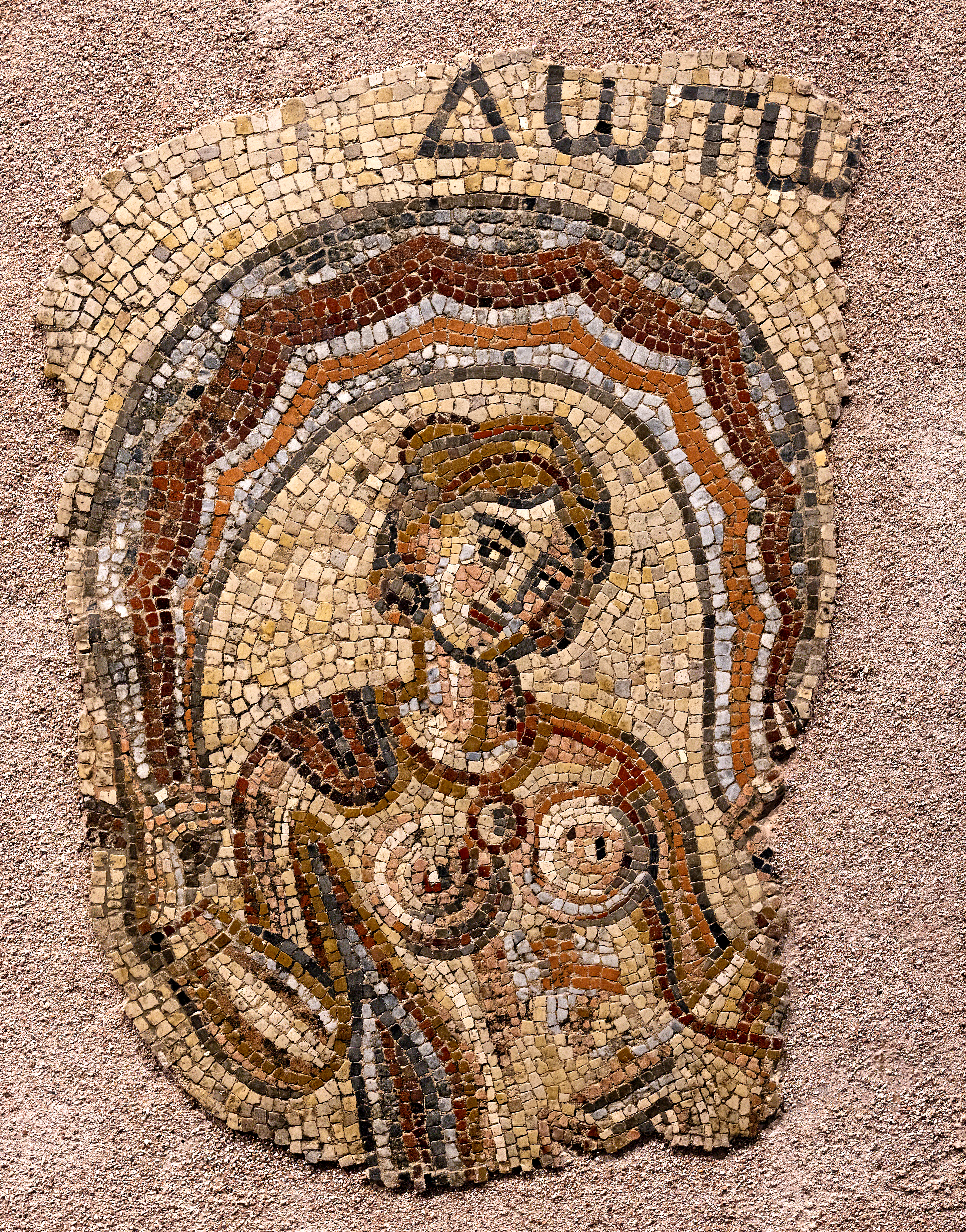
Römisches Mosaik aus Saint-Rustice
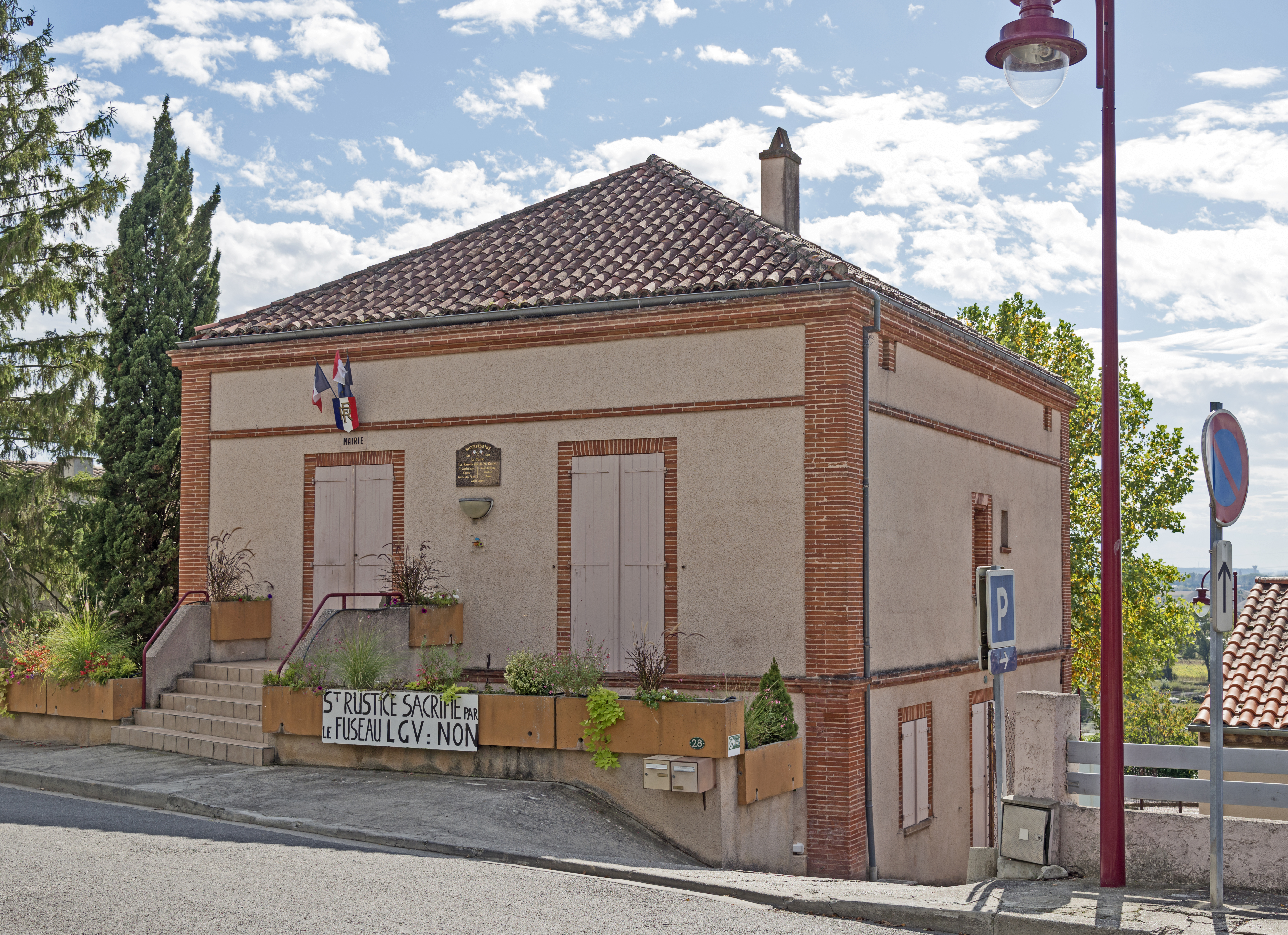
Rathaus (mairie) von Saint-Rustice
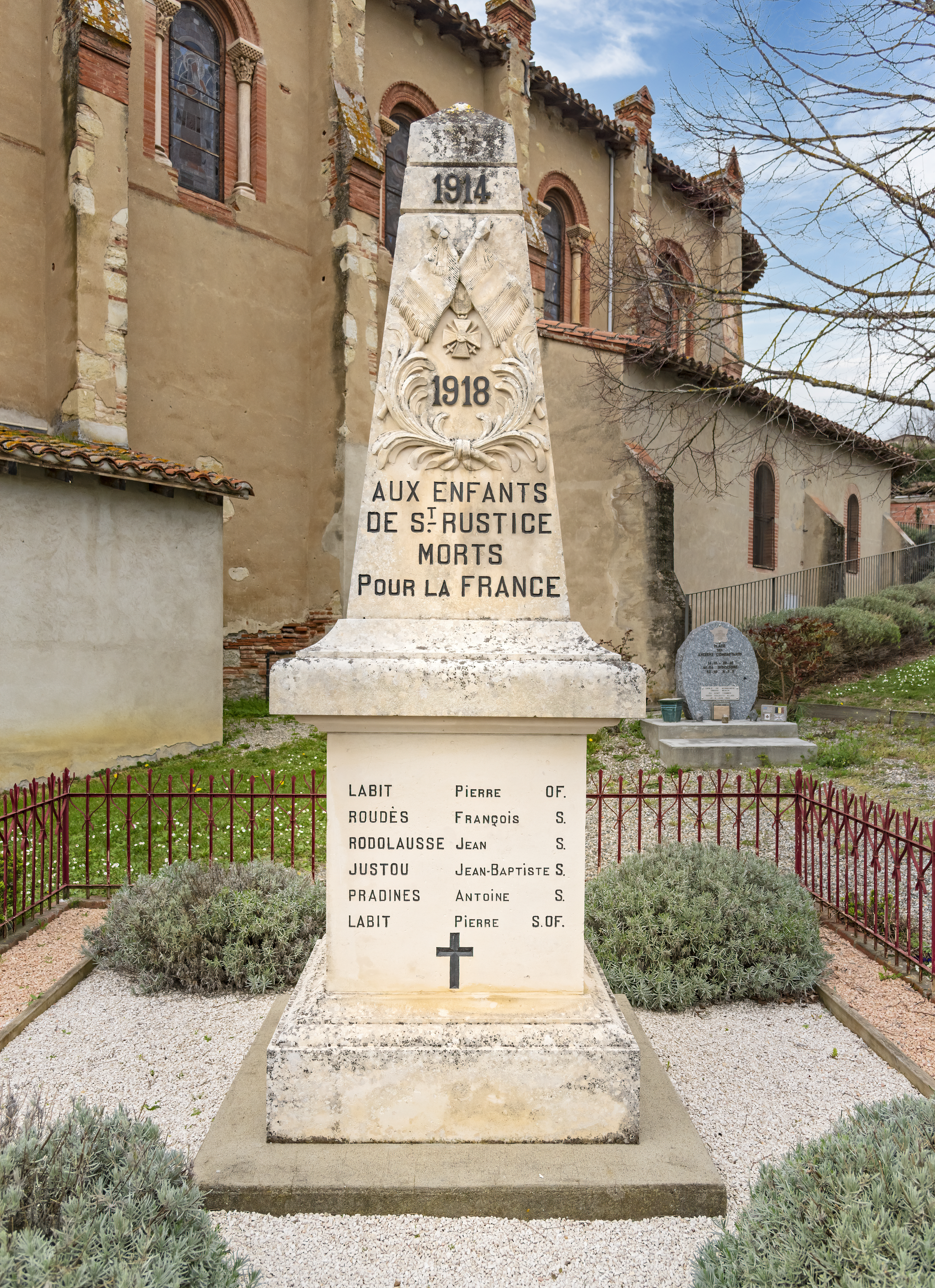
Gefallenendenkmal